# لئو روسی
لئو روسی (انگلیسی: Leo Rossi؛ زادهٔ ۲۶ ژوئن ۱۹۴۶) یک هنرپیشه، و فیلم‌نامه‌نویس اهل ایالات متحده آمریکا است.
از فیلم‌ها یا برنامه‌های تلویزیونی که وی در آن نقش داشته‌است می‌توان به متهم، تحلیل این، دهم و گرگ، سریع دور شو، سریع دور شو ۲ و یک شب در مک‌کول اشاره کرد.